# Cleyera pachyphylla
Cleyera pachyphylla är en tvåhjärtbladig växtart som beskrevs av Woon Young Chun och Ho Tseng Chang. Cleyera pachyphylla ingår i släktet Cleyera, och familjen Pentaphylacaceae. Inga underarter finns listade i Catalogue of Life.